# Барним IX Благочестивый
Барним IX Померанский (также Барним XI Старый или Благочестивый; 2 декабря 1501 — 2 июня 1573 или 2 ноября 1573, Штеттин) — герцог Померании (1523—1531, 1531—1532), Щецинский (1523—1531, 1531—1532, 1532—1569) и Вольгастский (1523—1531, 1531—1532). Первый протестантский принц Померании.

## Биография
Представитель поморской династии Грифичей. Четвёртый сын герцога Померанского Богуслава X Великого (1454—1523) и польской принцессы Анны Ягеллонки (1476—1503), дочери Казимира IV Ягеллончика. Учился в Грайфсвальдском и Виттенбергском университетах, между прочим, под руководством Мартина Лютера.
В 1523 году после смерти Богуслава X Великого Барним Благочестивый вместе со старшим братом Георгом I унаследовал отцовские владения Щецин и Вольгаст. В 1526 году князья Барним и Георг встречались в Гданьске с польским королём Сигизмундом Старым и обсуждали будущее польских ленов Лемборка и Бытува.
Герцог Барним IX Благочестивый был искусным политиком. В 1530 году на рейхстаге в Аугсбурге герцог получил полную самостоятельность в управлении своими владениями. После смерти своего старшего брата Георга I Барним Благочестивый 21 октября 1532 года произвёл раздел герцогства: сам остался управлять Щецином, а его племянник Филипп I получил во владение Вольгаст.
В 1534 году Барним IX Благочестивый ввёл в герцогстве лютеранство, сторонником которого он являлся. Проводил осторожную внешнюю политику, сотрудничал с Сигизмундом Августом, королём Польши и великим князем литовским, который приходился Барниму двоюродным племянником.
Барним IX был большим любителем искусства. Выписывал ко двору многих художников. Коллекционировал произведения искусства, в частности ювелирные изделия. Был инициатором создания монументального гобелена Opona Croya». Увлекался резьбой по дереву, точной механикой и охотой. По легенде, он был создателем жертвенника, находящегося в настоящее время в Совновском костёле. Был инициатором реформирования гильдий Померании, а также содействовал созданию в Штеттине школы, известной как Щецинская высшая школа (1543).
В 1569 году во время съезда в Ясенице после смерти своей жены Анны Барним Благочестивый отказался от герцогского престола в пользу внучатого племянника Иоанна Фридриха I, старшего сына Филиппа I Вольгастского. Последние годы жизни Барним Благочестивый провёл в своей резиденции — замке Одербург в Грабово под Щецином.

## Семья и дети

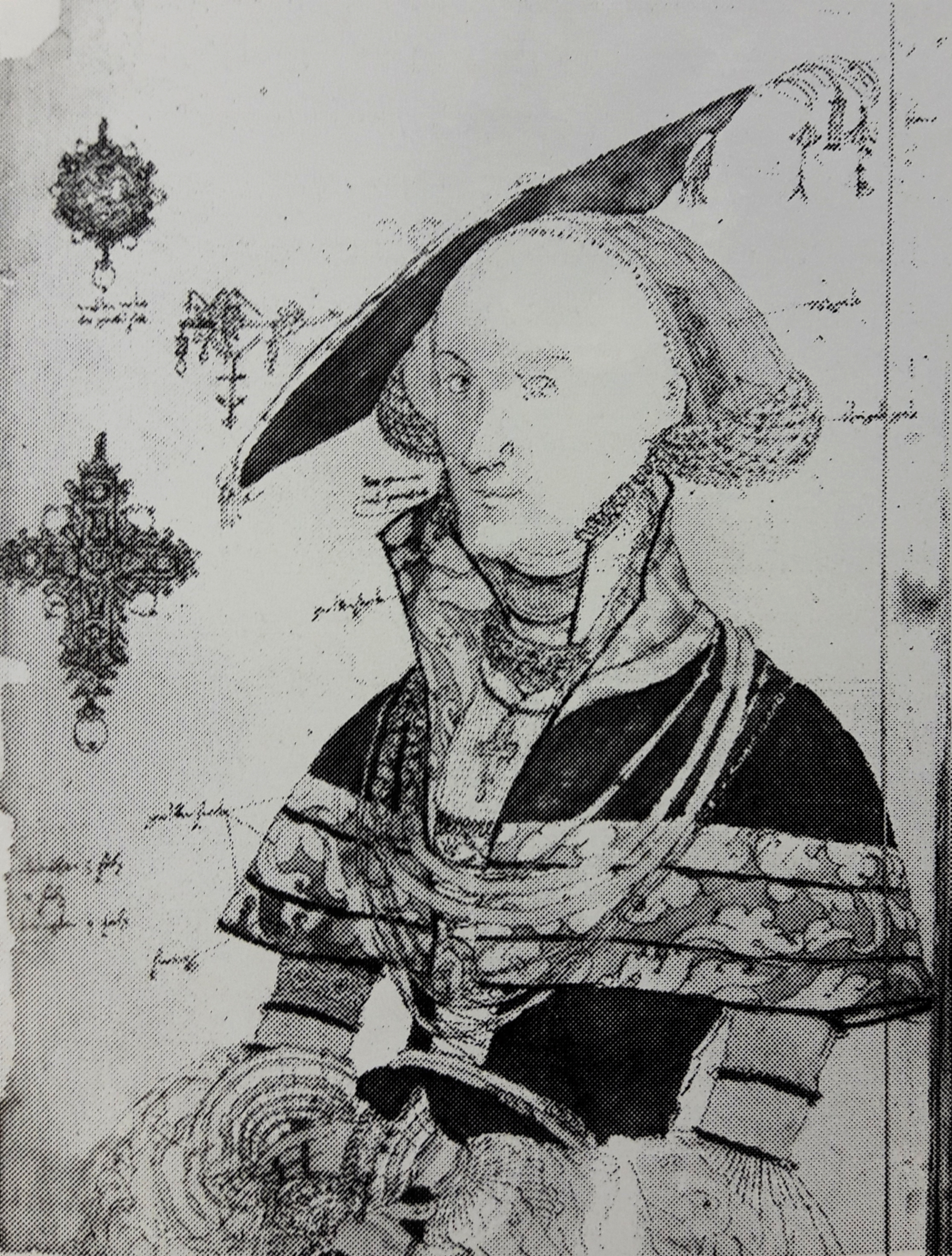
Набросок для портрета Анны Брауншвейг-Люнебургской, ок. 1545 г.

2 февраля 1525 года в Штеттине Барним Благочестивый женился на Анне Брауншвейг-Люнебургской (6 декабря 1502 — 6 ноября 1568), младшей дочери герцога Генриха II Брауншвейг-Люнебургского (1468—1532) и Маргариты Саксонской (1469—1528). У супругов родилось семеро детей:
- Александра (1525/1526 1539/1540 — 1544)
- Мария (2 февраля 1527 — 16 февраля 1554), жена графа Отто IV Шауэнбург-Гольштейнского (1517—1576)
- Доротея (7 февраля 1528 — 4 апреля 1558), жена графа Иоганна Мансфельда-Хинтерорта
- Анна (5 февраля 1531 — 13 октября 1592), 1-й муж с 1557 года князь Карл Ангальт-Цербстский (1534—1561), 2-й муж с 1562 года бургграф Генрих VII Мейсенский (1536—1572), 3-й муж с 1576 года граф Йост II Барби (1544—1609)
- Сибилла (25 апреля 1541 — 21 сентября 1564), невеста Оттона I, графа Сальм-Кибургского, Вильда и Райнграфена
- Богуслав XII (1542)
- Елизавета (1554)